# Papir 72
El Papir de 72 o Papir Bodmer VII-IX és un dels més antics Papirs del Nou Testament. Conté tot el text de la Primera Epístola de Pere, Segona Epístola de Pere i l'Epístola de Judes. Se li assigna una antiguitat del segle tercer o quart.
És el manuscrit més antic conegut d'aquestes epístoles, malgrat hi ha uns pocs versos de Judes en un fragment del Papir 78 (P. Oxy. 2684).
Aquest document conté també la Nativitat de Maria, la correspondència apòcrifa de Pau als Corintis, l'onzena oda de Salomó, Melitón Homilia en la Pasqua, un fragment d'un himne, l'Apologia de Phileas, i el Salm 33 i 34. Escrit en 72 fulles (14,5 cm, 16 cm), de 16 a 20 línies per pàgina. El nòmina sacra està escrit amb abreviatures. Actualment es troba a la Biblioteca Vaticana a Roma.